# 王正均
王正均（1924年3月4日—1950年8月10日），中國共產黨員，福建省閩海道閩侯縣人，福華中學畢業，福州新聞檢查處辦事員，受聶曦介紹成為吳石中將副官，吳石為中國共產黨蒐集台灣內部情報，由王正均傳遞情報予陳寶倉，1950年3月遭逮捕，王正均被判處死刑，1950年8月10日槍決於馬場町。

## 生平
王正均，福建省閩海道閩侯縣人，父王鳴琦書香世家，王正均出生時家道中落，1937年對日抗戰爆發，王家生活困頓，1937年王正均祖母餓死，王正均也因沒有學費而輟學，1940年，王正均父親過世無錢下葬，靠著將妹妹賣給人家當童養媳父親得以下葬。
付不起房租的王家舉家遷徙到親戚家，正好與聶曦為鄰，聶曦的親戚聶能輝與王正均交好，後聶能輝從事中共地下工作，於南京被中共占领時被捕槍決於雨花台，1945年抗戰勝利後王正均進入福州新聞檢查處工作，1947年王正均進入國防部二廳任職，根據王正均堂弟王興表示，家族中沒有人在軍界服務，只有王正均，且升職很快，大家都不知道為什麼，直到1950年末，永安地委的小報《永安電訊》刊出王正均犧牲的消息，王興才知道表哥在為中國共產黨工作。
1947年吳石中將被中共吸收，透過潘翰年、張惟一等運作進入國防部，並安排吳仲禧為國防部監察局監察官進行情報蒐集，1949年蔣介石指示吳石攜眷撤到台灣任國防部參謀次長，王正均接替聶曦成為吳石的副官，一同前往台灣。
1950年1月蔡孝乾第一次落網逃脫，情治單位在蔡孝乾的隨身物品中找到一張女性的照片，原以為是他的小姨子馬雯娟，於是前往警務處查核批准出境的文件，竟發現是一位劉桂麟小姐，劉桂麟就是中共的交通員朱楓的化名，很快的吳石案遭到偵破，而王正均曾傳遞陳寶倉交付的駐軍部屬與沿海防禦工事圖等重要機密資料，由於無法掌握王正均為共產黨的證據，原初判為7年有期徒刑，後以吳石口供中王正均可能知道傳遞機密給中共為依據判處王正均死刑，1950年8月10日王正均、林志森被槍決於馬場町。

### 紀念
1965年中共國家安全部在吳石案後追認吳石為中華人民共和國烈士，並曾找尋同案的烈士遺屬，但是由於王正均的親人四散未果，隨著中國政治紛擾加劇而塵封，多年之後，2011年7月1日王正均的妹妹終於領到烈士證明，標明王正均因執行革命任務犧牲，並透過福建省檔案館找到王正均的履歷照片資料。
2013年10月 北京西山國家森林公園的無名英雄廣場上立有無名英雄紀念碑，為紀念來台灣在1950年代被處決「隱避戰線烈士」而設立。王正均銘刻於紀念碑上。

### 身後
1950年底，王正均的遺書由陌生人帶回到福州給堂哥王正鎬，遺書輾轉存於表弟王興手中。

2011年8月10日，福州晚報報導披露了王正均在台遭槍決，家人輾轉得知，王正均遭槍決後遺體由堂弟王正魯領回葬在台北福州山，由於兩岸斷絕往來，骨灰一直無法歸葬故鄉，開放探親後，王正魯因中風臥病在床無法成行，王正均骨灰存放於富德公墓，2011年11月，由王興與親友多人到台灣領回王正均遺骨歸葬福州。

## 平反
2021年3月26日，依據促轉三字第1105300082號，公告受難者王清佐君等66人應予平復司法不法之刑事有罪判決暨其刑、保安處分及沒收之宣告，於促進轉型正義條例施行之日均視為撤銷。其中（39）勁功字第55號，有關王正均共同將軍事上之秘密文書圖表交付叛徒之有罪判決暨其刑及沒收之宣告正式撤銷。家屬將可依戒嚴時期不當叛亂暨匪諜審判案件補償條例提出國家賠償，惟大陸地區之受裁判者家屬申領者，補償總額不得超過新臺幣二百萬元。